# Manuel Gómez Pedraza
Manuel Gómez Pedraza y Rodríguez (Querétaro, 1789 ou 1790 - Cidade do México, 14 de Maio de 1851), foi um político e militar mexicano tendo sido presidente do México no período (1832-1833). Ocupou ainda em diversas ocasiões os cargos de ministro da guerra e ainda das relações exteriores. No início da guerra da independência combateu no lado realista, tendo participado na captura de José María Morelos, em 1815. Mais tornou-se um defensor dessa mesma independência.
Foi eleito presidente do México em 1828, mas impedido de assumir o cargo devido a um golpe de estado que conduziu Vicente Guerrero à presidência. Nesta altura exila-se nos Estados Unidos e França regressando ao país passados poucos anos.